# Café Ministerium

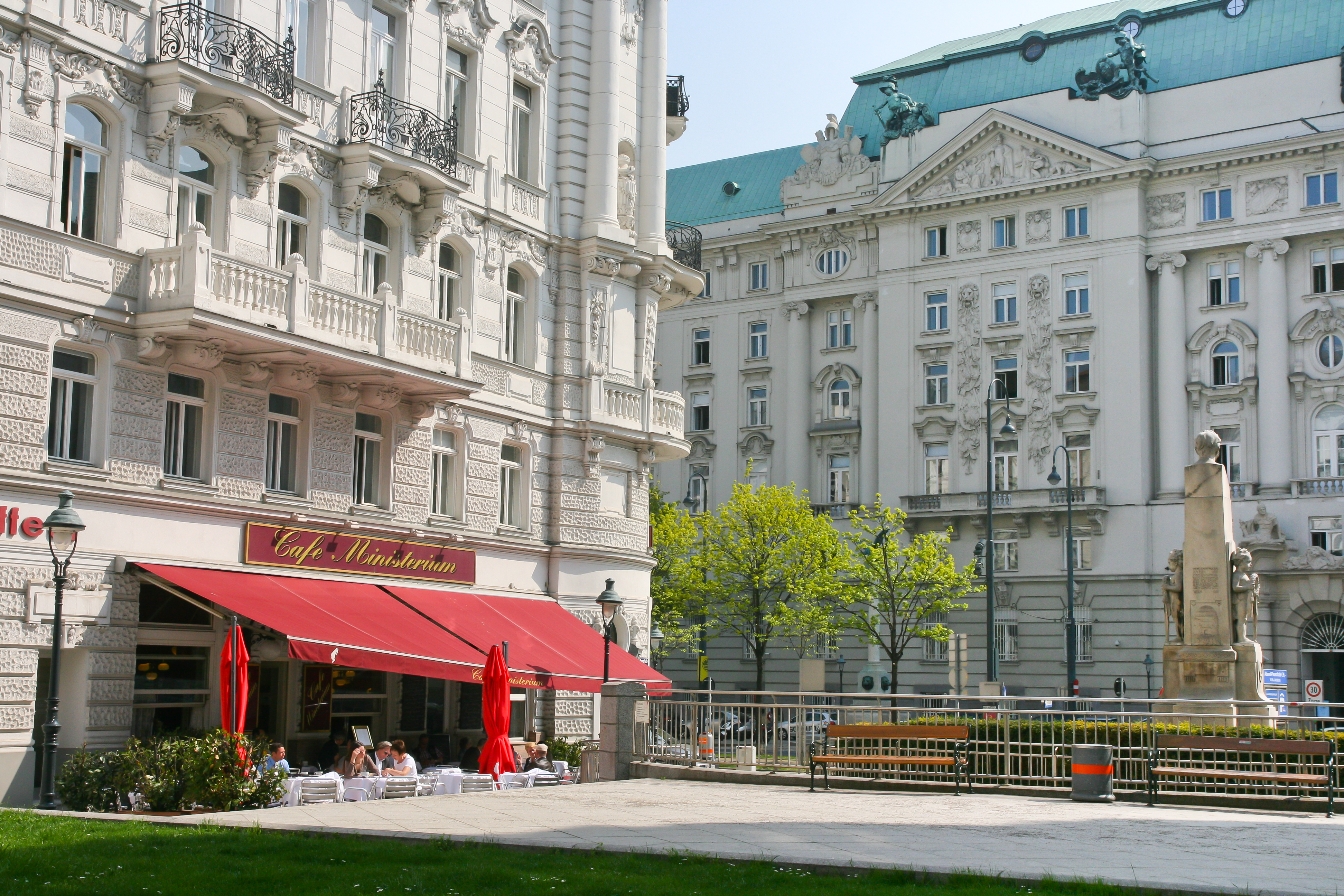
Café Ministerium am Stubenring / Georg-Coch-Platz (2013)

Das Café Ministerium ist ein Kaffeehaus am Stubenring im 1. Wiener Gemeindebezirk Innere Stadt. Seinen Namen hat es aufgrund seiner Lage gegenüber dem ehemaligen K.u.k. Kriegsministerium (heute Ministerium für Wirtschaft, Familie und Jugend).

## Geschichte
1935 wurde das Café Ministerium am Stubenring / Ecke Georg-Coch-Platz in den Räumen einer ehemaligen Eisenwarenhandlung erbaut. Die Kaffeesiederfamilie Schumann eröffnete und führte das Kaffeehaus etwa ein Vierteljahrhundert lang.
Im Jahre 1960 wurde es von Karl Tiroch übernommen, der es zusammen mit seiner Gemahlin bis 1980 leitete. Ab 1980 wurde es von dessen Sohn Kurt Tiroch mit seiner Gattin Bernadette betrieben. Seit 2014 ist deren Sohn Thomas Tiroch geschäftsführender Gesellschafter der Tiroch GmbH und zeichnet seither für das Café verantwortlich. Viele der in der Umgebung angesiedelten Ministerien arbeitenden Beamten besuchen das Café.
Von der langen Geschichte des Hauses zeugen vor allem Einrichtungsgegenstände, wie eine alte Registrierkasse oder die klassischen Marmortische, die von Beginn an hier stehen. Die roten, plüschigen Bänke machen das Lokal gemütlich. Die Einrichtung ist so klassisch, dass die Räumlichkeiten des Öfteren für TV-Serien wie „Kommissar Rex“ und „Tatort“ herhalten mussten. Gedreht wird wenn samstags und sonntags, dann ist das Lokal geschlossen und für geschlossene Gesellschaften reserviert.